# Tomahawk (destral)
El tomahawk o tomawak és una mena de destral amb un eix recte, dissenyat alhora com a eina i com a arma de cos a cos, que s'empra amb una sola mà i és originària de diversos pobles i nacions indígenes de l'Amèrica del Nord. També s'ha documentat com a eina pròpia d'algunes ètnies d'Oceania. El terme prové d'una adaptació a l'anglès del segle segle xvii de l'original powhatan en les llengües algonquines.
Els tomahawks eren eines d'ús general utilitzades pels nadius amerindis de les Grans Planes i que, d'entrada, eren fetes amb la punta de pedra. Més endavant, per la influència colonial europea amb la qual iniciarien tractes comercials, passaren també a ésser de metall. Els caps de tomahawk de metall es començaren a basar llavors en un model de destral d'embarcament de la Marina Reial britànica i s'utilitzaren com a article comercial d'intercanvi amb els amerindis per a menjar i d'altres provisions. D'entre els diferents estils de tomahawk, n'hi havia també de molt més guarnits i engalanats, que es lluïen en les cerimònies, rituals, danses i tractats bèl·lics o de pau.

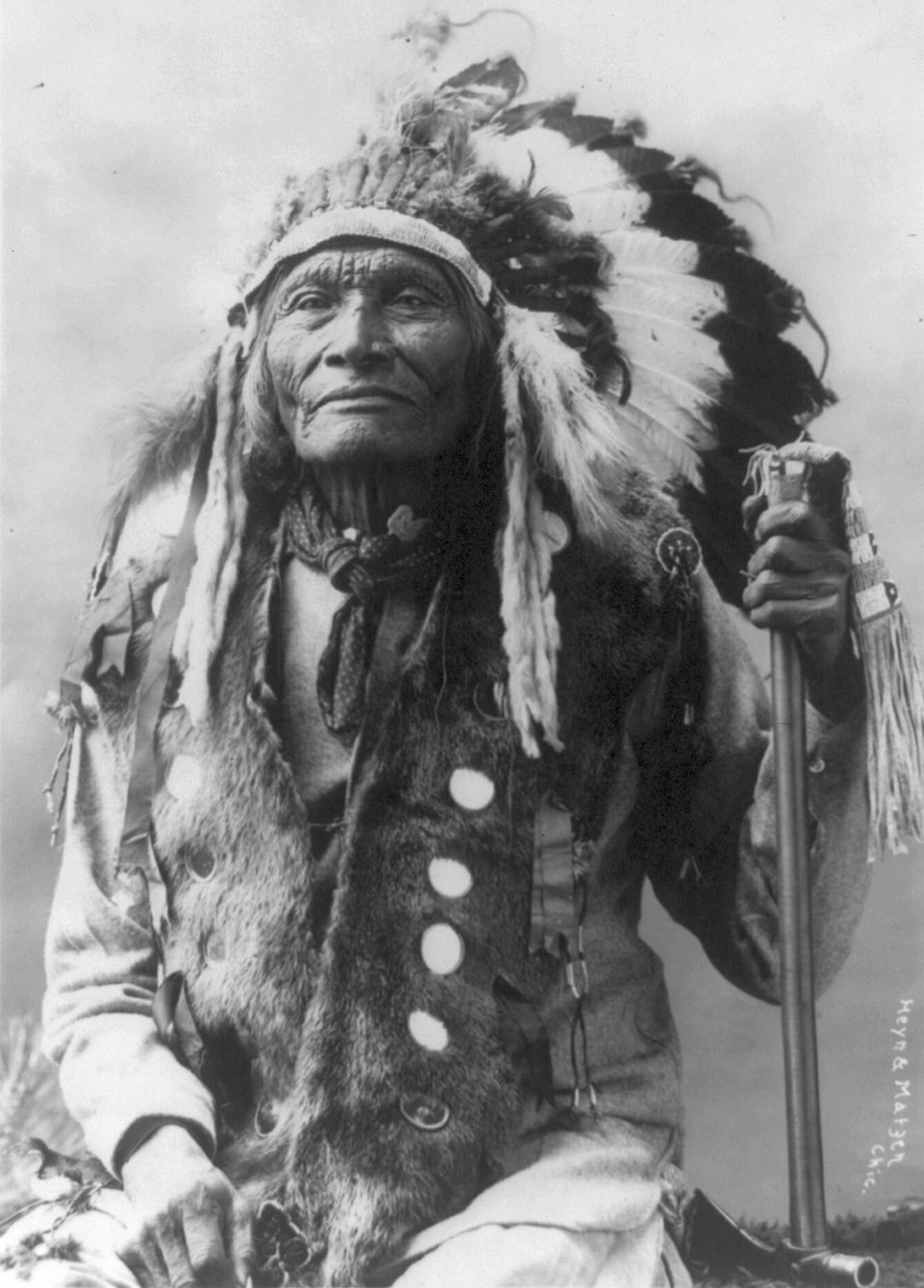
Líder nadiu amerindi que sosté un tomahawk, de 1899.

Segons diverses obres, el valor històric o de col·leccionisme del tomahawk era força baix durant el segle segle xix i depèn de la part a priori no visible de l'eina, és a dir, de l'ull de metall o de pedra que s'encaixa dins el mànec. Aquest detall és el que revela l'angle embullat de la peça de pedra o de metall i, per tant, la tècnica de producció del propi tomahawk.

## Etimologia
El nom prové del powhatan tamahaac, derivat de l'arrel proto-algonquina *temah- 'tallar amb eina'. En les algonquines cognada s'inclouen el lenape amb təmahikan, malecite-passamaquoddy amb tomhikon, i abenaki amb demahigan, tots els quals signifiquen 'destral'.

## Conformació

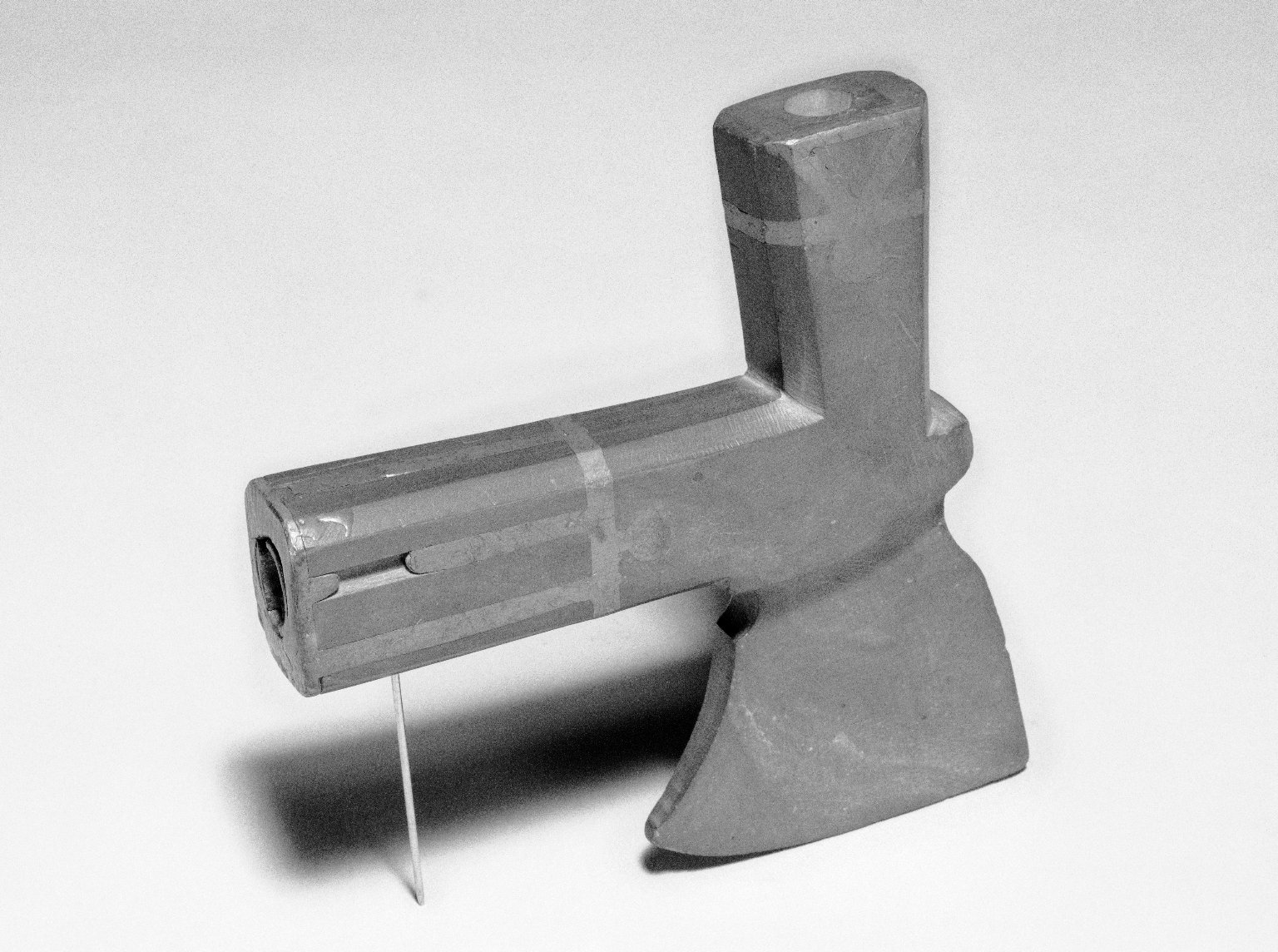
Taó de pipa tomahawk amb incrustacions, de principis del, Museu de Brooklyn

Els dissenys originals del tomahawk estaven equipats amb caps de pedra esmolada o arrodonida o banya de cérvol.
Segons Mike Haskew, el mànec modern del tomahawk sol tenir menys de 61 cm de llarg, i està fet tradicionalment de noguera, freixe o auró. Els caps pesen entre 260-570 g, amb una vora tallant en general no molt més llarg de 10 cm des de la punta fins al taló. La part posterior dels caps poden presentar un martell, una pua o simplement arrodonir-se i, en general, no tenen orelles. Des de la dècada de 1900 en endavant, aquests de vegades tenien un bol de pipa tallat a la columna i un forat perforat al centre de l'eix per fumar tabac a través del cap de metall. Els tomahawks de pipa són artefactes exclusius d'Amèrica del Nord: creats per europeus com a objectes comercials, però sovint intercanviats com a obsequis diplomàtics. Eren símbols de l'elecció que afrontaven els europeus i els nadius americans cada cop que es trobaven: un extrem era la pipa de la pau i l'altre una destral de guerra.
Al territori colonial francès, els colons francesos i els pobles indígenes feien servir un disseny de destral de guerra diferent, més proper a l'antiga francisca europea. A la fi de l'segle xviii, l'exèrcit britànic va lliurar destrals de guerra als seus clients habituals colonials durant la Guerra d'Independència dels Estats Units com a arma i eina.

## Història

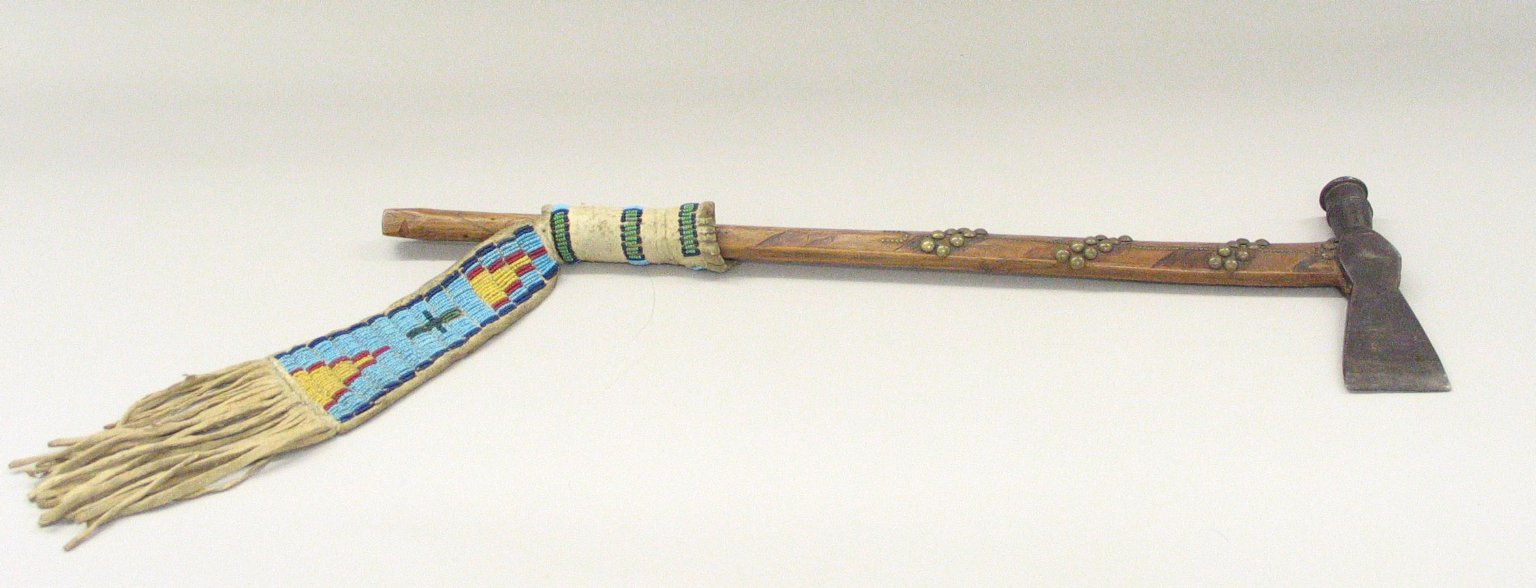
Tomahawk, oglala lakota (natiu americà), finals del i principis del, Museu de Brooklyn

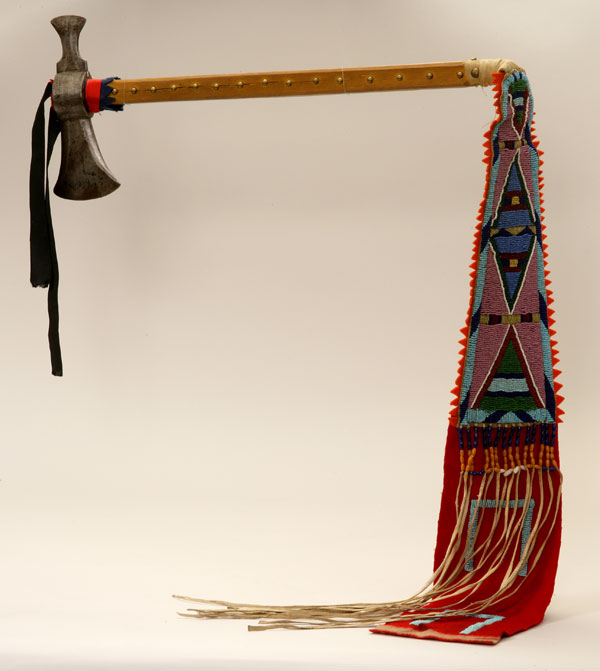
Tomahawk nez percé

Els algonquins a Amèrica primerenca van crear el tomahawk. Abans que els europeus arribessin al continent, els nadius americans usaven pedres, esmolades mitjançant un procés de tallat i pica-pica, units a mànecs de fusta, assegurats amb tires de cuir. El tomahawk es va estendre ràpidament des de la cultura algonquina a les tribus del sud i les Grans Planes.
Quan van arribar els europeus, es va introduir el full de metall als nadius, cosa que va millorar l'eficàcia de l'eina. El metall no es trencava tan fàcilment com la pedra i es podia fabricar per a usos addicionals. Els nadius americans van crear un "cap de tomahawk", el costat oposat a la fulla, que consistia en un martell, una punta o un tub. Aquests es van conèixer com tomahawks de pipa, que consistien en un bol al cap i un eix foradat. Aquests van ser creats per artesans europeus i nord-americans per al comerç i obsequis diplomàtics per a les tribus.

## Ús modern
Els tomahawks són útils en escenaris de campaments i bushcraft. S'utilitzen principalment com una alternativa a una destral, ja que generalment són més lleugers i prims que les destrals. Sovint contenen altres eines a més del cap de la destral, com ara pues o martells.

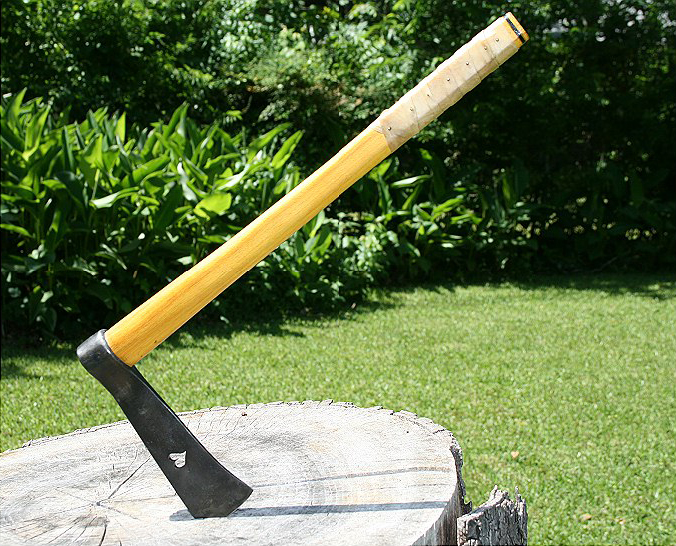
Forma tradicional tomahawk

Les modernes destrals de guerra van ser utilitzades per unitats seleccionades de les forces armades dels Estats Units durant la guerra del Vietnam i es coneixen com a "destrals de guerra del Vietnam". Aquestes destrals de guerra modernes han guanyat popularitat amb el seu ressorgiment per part d'American Tomahawk Company a principis de 2001 i una col·laboració amb el fabricant de ganivets personalitzats Ernest Emerson d'Emerson Knives, Inc. Una destral de guerra de Vietnam amb mànec de fusta similar és produït avui per Cold Steel.
Moltes d'aquestes modernes destrals de guerra estan fetes d'acer d'aliatge forjat en estampa i amb tractament tèrmic diferencial. El tractament tèrmic diferencial permet que la part tallada i la punta siguin més dures que la secció central, cosa que permet un cos resistent als cops amb un temperament durador.

### Concursos de llançament de Tomahawk
El llançament de Tomahawk és un esport popular entre els grups de recreació històrica dels Estats Units i Canadà, i les noves arts marcials com Okichitaw han començat a reviure les tècniques de lluita de tomahawk utilitzades durant l'era colonial. Els tomahawks són una categoria dins del llançament de ganivets competitiu. Les destrals de guerra forjats a mà d'avui dia estan sent fabricades per mestres artesans a tot Estats Units.
A l'actualitat, hi ha molts esdeveniments que tenen competències de llançament de tomahawk.
Les competicions de tomahawk tenen regulacions sobre el tipus i estil de tomahawk utilitzat per llançar. Hi ha destrals especials de llançament fetes per a aquest tipus de competicions. Els requisits com ara una longitud mínima del mànec i un tall màxim del full (generalment 100 mm) són les regles de competència de llançament de destrals de guerra més comuns.

### Ús militar
Un soldat de l'exèrcit nord-americà llança una destral de guerra com a part de la competència Top Tomahawk a la base d'operacions avançada Spin Boldak a Kandahar.
Els tomahawks van ser utilitzats per membres individuals de la Brigada Stryker de l'Exèrcit dels EUA a l'Afganistan, l'Equip de Combat de la 172a Brigada Stryker amb base a Grafenwöhr (Alemanya), la 3a Brigada, la 2a Divisió d'Infanteria de Fort Lewis, un gran grup de reconeixement al 2n Esquadró 183 de Cavalleria (116° Equip de Combate de la Brigada d'Infanteria) (OIF 2007-2008) i molts altres soldats. El tomahawk va rebre el nombre d'inventari de l'OTAN (4210-01-518-7244) i es va classificar com un "equip de rescat de classe 9" com a resultat d'un programa anomenat Iniciativa de camp ràpid; també està inclòs dins de cada vehicle Stryker com el "joc d'eines d'entrada modular". Aquest disseny va gaudir d'una mena de renaixement amb els soldats nord-americans a l'Iraq i l'Afganistan com a eina i en ús al combat cos a cos.

### Ús per forces de seguretat
El tomahawk s'ha guanyat cert respecte per part dels membres de diversos equips tàctics de forces de seguretat (és a dir, "SWAT"). Algunes empreses s'han apoderat d'aquesta nova popularitat i estan produint "destrals de guerra tàctiques". Aquestes eines orientades a SWAT estan dissenyades per ser útils i relativament lleugeres. Alguns exemples de "destrals de guerra tàctiques" inclouen models en què l'eix està dissenyat com a palanca. Hi ha models amb osques de tall de línia / corda, talls al cap que permeten el seu ús com a clau i models amb caps amples i pesants per ajudar a obrir portes.

### Lluita moderna amb tomahawk
No hi ha gaires sistemes al món que ensenyin habilitats de combat amb la destral o una destral de guerra als civils. No obstant això, un art marcial conegut com okichitaw ensenya la lluita amb destrals de guerra juntament amb altres armes indígenes com la daga de les planes, la llança i el garrot de guerra de culata, majoritàriament basats en els principis de combat de les planes índies. Al segle xxi, les destrals de guerra han aparegut de forma destacada en pel·lícules i videojocs (per exemple, El patriota; Abraham Lincoln: Vampire Hunter; Bullet to the Head; Assassin's Creed III), cosa que ha generat un interès més gran entre el públic. Els tomahawks es troben entre les armes utilitzades en l'art marcial filipí escrima.